# 1885 a tudományban
Az 1885. év a tudományban és a technikában.

## Technika
- Déri Miksa, Bláthy Ottó Titusz és Zipernowsky Károly szabadalmaztatja az első, energiaátvitelre alkalmas, zárt vasmagú transzformátort

## Orvostudomány
- Pasteurnek sikerül előállítania a veszettség elleni oltóanyagot. 1881-ben kezdte meg Émile Roux-val (Pierre Paul Émile Roux) közösen az ez irányú kutatásokat és 1885-ben sikerült a vakcinát előállítania.

## Publikációk
- Megjelenik James Croll skóciai természettudós Climate and Cosmologhy (Éghajlat és kozmológia) című könyve[1]

## Születések
- január 21. – Umberto Nobile olasz tábornok, sarkkutató, a léghajózás egyik úttörője († 1978)
- július 6. – Vlagyimir Andrejevics Artyemjev orosz, szovjet rakétakonstruktőr († 1962)
- augusztus 1. – Hevesy György kémiai Nobel-díjas magyar vegyész († 1966)
- október 7. – Niels Bohr Nobel-díjas dán fizikus, a Magyar Tudományos Akadémia tiszteleti tagja († 1962)
- október 11. – Haar Alfréd magyar matematikus, egyetemi tanár, az MTA tagja († 1933)
- október 13. – Viggo Brun norvég matematikus; bizonyítása a Brun-tétel († 1978)
- november 2. – Harlow Shapley amerikai csillagász († 1972)
- november 7. – Sabina Spielrein orosz pszichiáter, pszichoanalitikus († 1942)
- december 2. – George Minot amerikai orvos, aki „a vérszegénység májterápiával való kezelésének felfedezéséért”elnyerte (harmadmagával) a fiziológiai és orvosi Nobel-díjat († 1950)

## Halálozások
- május 13. –  Friedrich Gustav Jakob Henle német anatómus, patológus (* 1809)
- május 19. – Rózsay József orvos, az első magyar gerontológus, a Magyar Tudományos Akadémia levelező tagja (* 1815)
- szeptember 9. – Jean-Claude Bouquet francia matematikus (* 1819)